# Ricardo Rodrigo Amar
Ricardo Rodrigo Amar (Buenos Aires, 1947) es un empresario y editor español propietario del grupo RBA.

## Biografía
Nació en Buenos Aires (Argentina) en 1947. Durante sus estudios en la Facultad de Derecho se inició en la militancia política, que le llevó a recibir instrucción militar en Cuba y a integrarse en la guerrilla del Che en Bolivia. Llegó exiliado a España en 1971, donde empezó a trabajar, sin experiencia previa, en el mundo editorial.
Tras unas primeras colaboraciones con Carlos Barral, se incorporó a la editorial Bruguera como corrector de estilo, y fue asumiendo mayores responsabilidades hasta ser nombrado director editorial en 1977. Desde esta posición impulsó un profundo cambio en la política de la histórica editorial, orientándola hacia la publicación de colecciones literarias, como la Serie Novela Negra, precursora de la popularización del género en España, o Narradores de Hoy, en la que se publicó la más anhelada novela de Gabriel García Márquez, Crónica de una muerte anunciada, y desde la que se organizaron las Jornadas Literarias del mismo nombre, celebradas en Barcelona en 1980. Asimismo, impulsó el lanzamiento de colecciones de libros distribuidas en quioscos, como Club Bruguera y Club del Misterio.

### RBA
De esa época data su amistad con la agente literaria Carmen Balcells, con la que crearía, en 1981, la empresa de servicios editoriales RBA, la primera de su género en España, que desarrolló proyectos editoriales a ambos lados del Atlántico y fue creadora, entre otras iniciativas, de una monumental Enciclopedia de México —cuya publicación no llegó a completarse a causa de la crisis de México de 1982— y de una trascendental Historia de la Literatura Universal, dirigida por José Ma. Valverde y en la que colaboraron, entre otros, Camilo José Cela, Juan Marsé, Eduardo Mendoza y Manuel Vázquez Montalbán.
En 1984 se incorporó a la recién creada Planeta DeAgostini, como consejero delegado, cargo en el que permaneció hasta 1991, cuando decidió iniciar su actividad empresarial. RBA comenzó sus actividades editoriales con el lanzamiento en quioscos de colecciones de divulgación en formato vídeo —Cousteau, National Geographic—, así como de colecciones de literatura de calidad, como Narrativa Actual y Narrativa Hispánica, para las que recabó la colaboración de las principales editoriales literarias del país. 
En el campo de las revistas, Ricardo Rodrigo impulsó, en el momento en que los principales grupos internacionales iniciaban la publicación de sus revistas en España, la construcción de un catálogo de revistas de creación propia, con una sola excepción, la del lanzamiento de la primera edición internacional de National Geographic, cuyo éxito fue tan extraordinario que llevó al gigante alemán Bertelsmann a asociarse con RBA para el lanzamiento de esta cabecera en Alemania, Francia, Polonia y Holanda. En 2003, fue nombrado Editor del Año por la Asociación de Revistas Independientes, ARI. En la actualidad, RBA es el primer editor español de revistas, con Lecturas, Semana, National Geographic, Saber vivir y El Mueble, entre otros muchos títulos.
En el terreno de la edición de libros, Ricardo Rodrigo mantiene su interés por la novela negra, creando la colección más importante del género en España (350 títulos publicados) y convocando anualmente el Premio RBA de Novela Policiaca, que en sus nueve ediciones ha premiado a Francisco González Ledesma, Andrea Camilleri, Philip Kerr, Harlan Coben, Patricia Cornwell, Michael Connelly, Arnaldur Indridason, Lee Child y Don Winslow. RBA destaca igualmente en la edición de clásicos griegos y latinos, a través de su sello Gredos, y en la edición de libros infantiles y juveniles, a través del sello Molino.
En 2006 fue condecorado con la Cruz de Sant Jordi, concedida por la Generalidad de Cataluña.

## Condena por fraude fiscal
En junio del 2016 llegó un acuerdo por el que acepta haber cometido cuatro delitos contra la Hacienda Pública, penados con cuatro penas de seis meses de prisión y multas de 1.572.453 euros, por haber dejado de pagar a Hacienda 2,3 millones de euros en los años 2005 a 2008. El fraude lo realizó mediante la empresa de servicios editoriales Hamlet.